# Starobzhegokái
Starobzhegokái (del ruso: Старобжегокай) es un aúl del raión de Tajtamukái en la república de Adiguesia de Rusia. Está situado 15 km al noroeste de Tajtamukái y 107 km al noroeste de Maikop, la capital de la república. Tenía 1 993 habitantes en 2010
Es centro administrativo del municipio homónimo, al que pertenecen asimismo Nóvaya Adygueya y Jomuty.

## Historia
La localidad fue fundada en 1826